# Rudolf Koppitz
Rudolf Koppitz (Široká Niva, Csehország, 1884. január 3. – Perchtoldsdorf, Ausztria, 1936. július 8.) osztrák fotóművész.

## Életpályája
Schreibseifenben, Csehországban született. Asszisztensként dolgozott Robert Rotter mellett, majd saját műtermet nyitott. 1912-ben Bécsbe költözött, ahol a Höhere Graphische Lehr- und Versuchsantalt nevű intézet fotográfiai szakán kezdte meg tanulmányait.
Az első világháború idején felderítő légi fotósként szolgált. Dokumentálta a vele együtt szolgáló katonák hétköznapjait is.
Később visszatért az intézetbe, ahol oktatóként működött, majd a fotográfiai részleget irányította. Aktképei és táncfelvételei mellett portrékat és tájképeket is készített.
Az ausztriai Perchtoldsdorfban hunyt el 1936-ban.

## Mozgástanulmány
Koppitz legismertebb műve a Mozgástanulmány (Bewegungstudie), amelyet 1925-ben egy mozgással kapcsolatos fotósorozat keretében készített. A felvétel megvalósításához a bécsi Staatsoper társulatának tagjait kérte fel. A táncosok ruhátlanul és felöltözve is modellt álltak a képekhez.

## Képgaléria

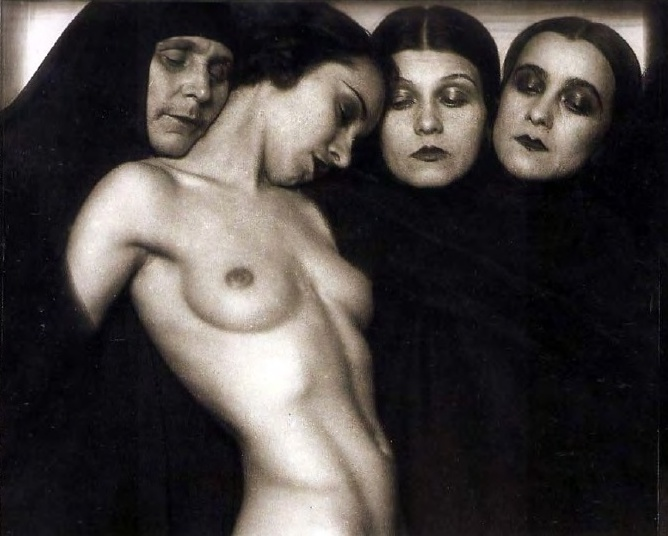
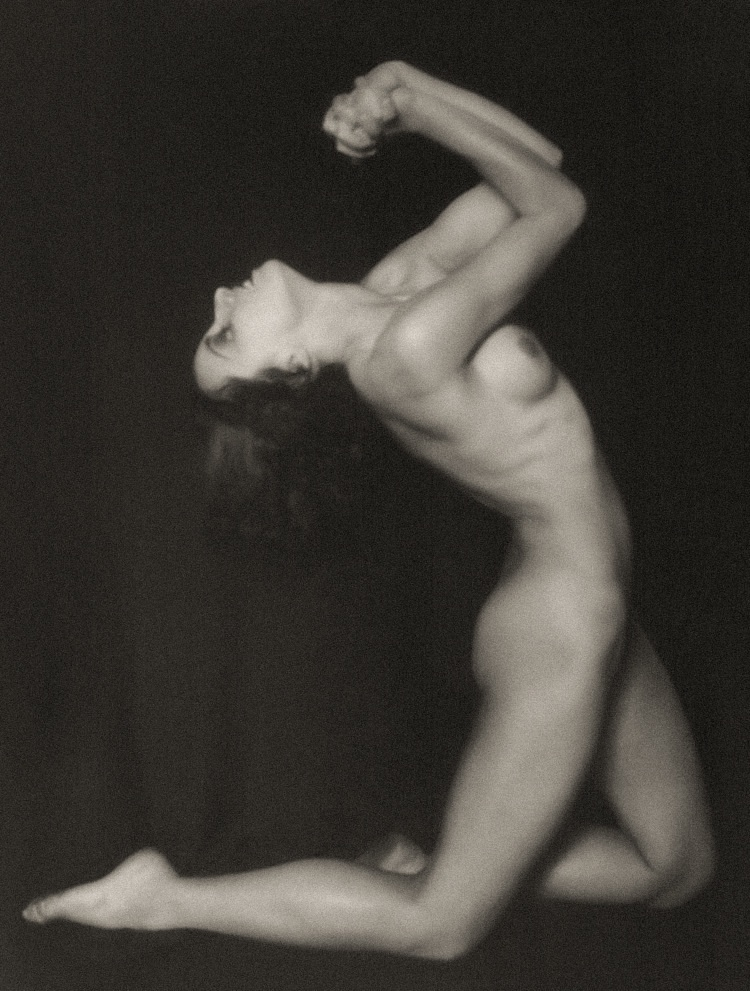
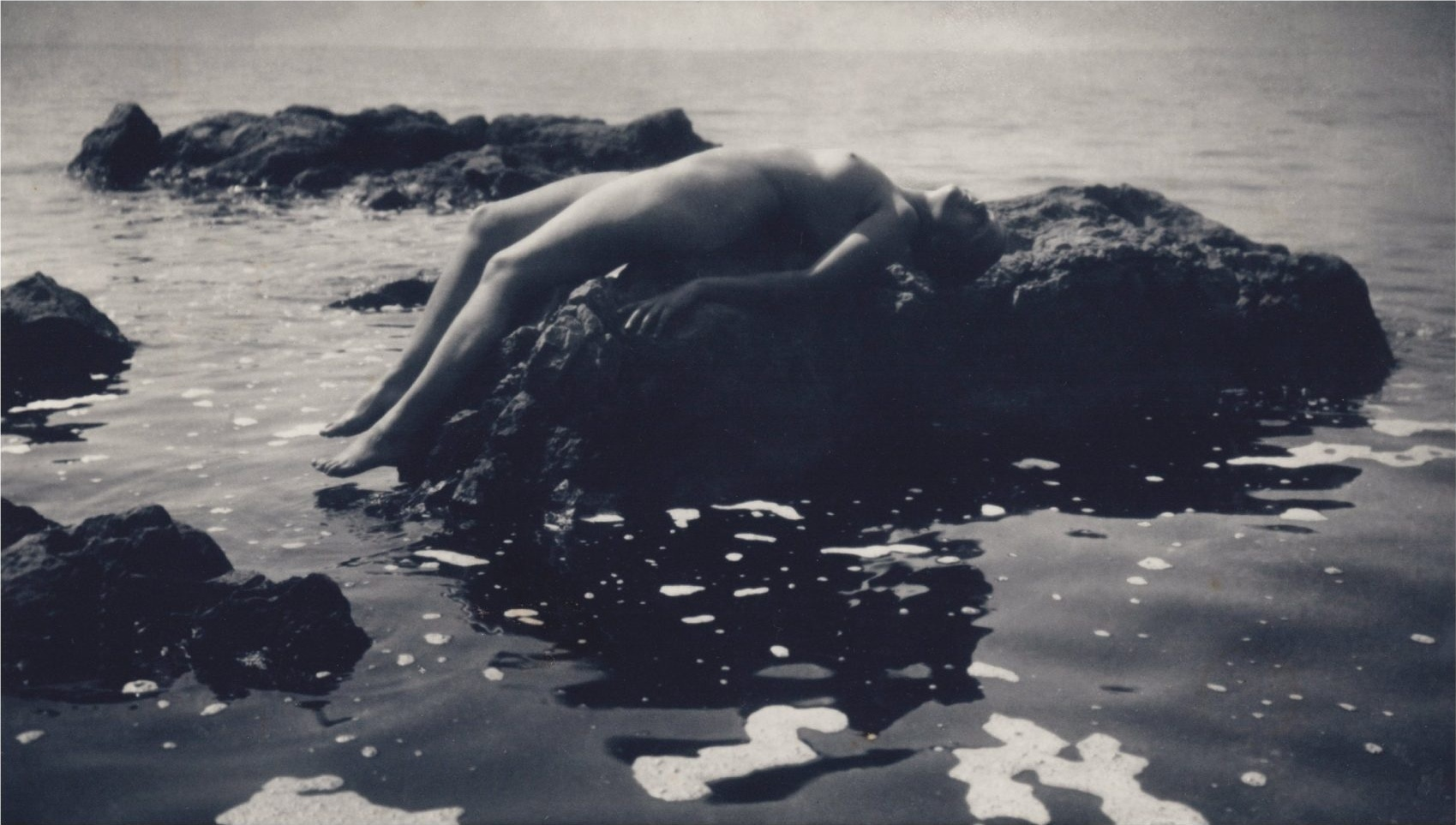
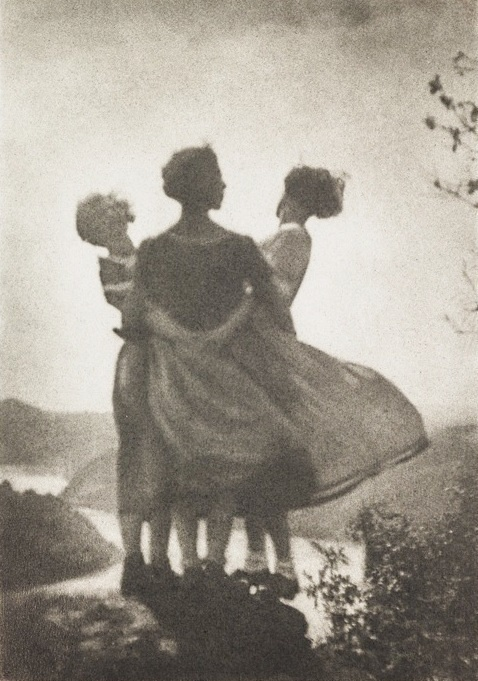
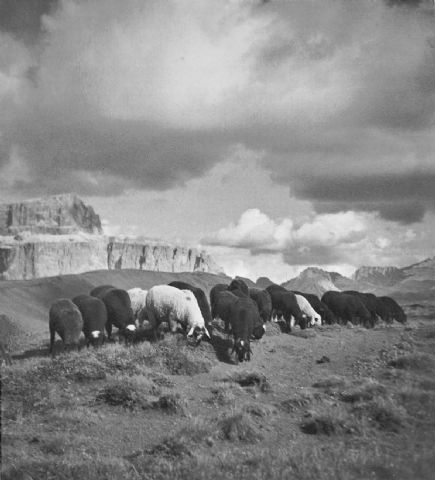